# Пармак, Абдюлькадир
Абдюлькадир Пармак (тур. Abdülkadir Parmak; 28 декабря 1994 года, Трабзон) — турецкий футболист, полузащитник клуба «Трабзонспор» и сборной Турции.

## Клубная карьера
Абдюлькадир Пармак занимался футболом в различных клубах из своего родного города включая «Трабзонспор». Он на правах аренды выступал за различные команды в турецких низших лигах: «Умраниеспор», «1461 Трабзон», «Алтынорду» и «Адана Демирспор».  
12 августа 2018 года 23-летний футболист дебютировал в турецкой Суперлиге, выйдя на замену в составе «Трабзонспора» в гостевом поединке против клуба «Истанбул Башакшехир». 27 января 2019 года Пармак забил свой первый гол на высшем уровне, сравняв счёт в гостевой игре с «Сивасспором».  

## Карьера в сборной
10 сентября 2019 года Абдюлькадир Пармак дебютировал за сборную Турции, выйдя на замену в концовке гостевого поединка против команды Молдовы, проходившего в рамках отборочного турнира Чемпионата Европы 2020.